# Baruunbüren
Baruunbüren (mongol : ᠪᠠᠷᠠᠭᠤᠨᠪᠦ᠋ᠷᠢᠨ
ᠰᠤᠮᠤ, cyrillique : Баруунбүрэн сум, MNS : Baruunbüren sum) est un sum (district) de la province de Selenge, au nord de la Mongolie.